# Ña Catita

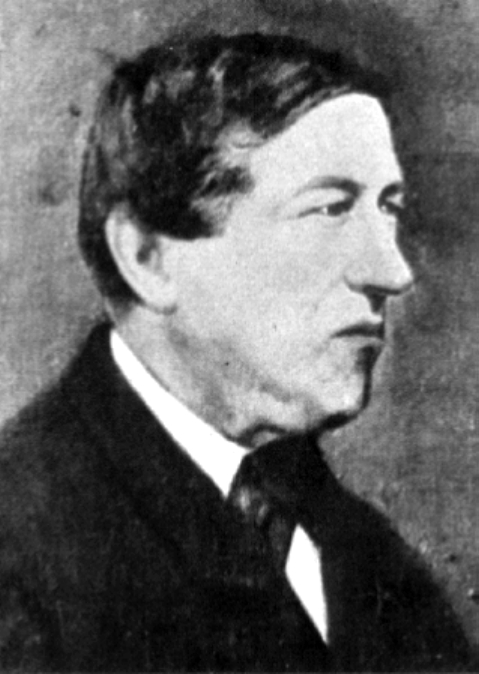
Manuel Ascencio Segura

Ña Catita es una comedia en verso, escrita por el escritor peruano Manuel Ascencio Segura. Su  primera versión, en tres actos, fue estrenada en Lima, en la noche del 24 de enero de 1845. Posteriormente su autor la refundió, ampliándola con un acto más, y la  reestrenó el 30 de agosto de 1856, también en Lima, en el teatro Variedades. Se constituyó en un gran éxito, engrandecido por el genio de la actriz Encarnación Coya.
El personaje principal que da nombre a la obra es una especie de Trotaconventos o Celestina criolla. Es un cuadro de costumbres auténtico, de verso fácil y gran animación. Desde su estreno se convirtió en la obra de mayor aceptación de Manuel Ascencio Segura, prolífico autor teatral que escribió diecisiete piezas dramáticas, la mayoría de las cuales se estrenaron con éxito. Para muchos críticos, Ña Catita es la obra emblemática del teatro peruano.

## Estructura y características
La obra está dividida en cuatro actos y escrita en verso. La mayoría de los versos son octosílabos, y la estrofa más característica y lograda es la redondilla. Mantiene un marcado lenguaje de la época, con la particularidad de que todo transcurre en el pequeño ambiente de una casa. La trama, como suele ocurrir en las piezas teatrales de Segura, es muy sencilla.

## Personajes
- Ña Catita, una mujer intrigante, entrometida, chismosa y ambiciosa, y su nombre verdadero era Catalina, su edad no está especificada en el libro.
- Doña Juliana o Julieta, hija de don Jesús y doña Rufina, joven enamorada de don Manuel.
- Don Jesús, padre de Juliana.
- Doña Rufina, esposa de don Jesús y madre de Juliana.
- Don Manuel, joven enamorado, galán de Juliana.
- Don Alejo, hombre casado y presumido caballero que pretende casarse con Juliana.
- Don Juan, viejo amigo de don Jesús.
- Mercedes, criada de la familia y consejera de Juliana.

## Tema
El tema principal son los enredos de Ña Catita (diminutivo de doña Catalina), una vieja chismosa y entrometida, que busca armar escándalos en el hogar de una familia de clase media limeña, para sacar provecho. Sin embargo, es puesta al descubierto y termina expulsada de la casa.
Tema convergente: la pretensión amorosa de don Alejo hacia doña Juliana. Don Alejo es un hombre maduro, vanidoso y petulante, que dice tener fortuna y educación, no obstante lo cual, es rechazado por Juliana, que prefiere al joven Manuel, que es pobre pero honrado. Doña Rufina, la madre de Juliana, trata de convencer a su hija de que acepte a don Alejo, a quien considera un buen partido. Al final se descubre que don Alejo no es sino un impostor, por lo que Juliana obtiene finalmente el consentimiento de sus padres para casarse con Manuel.

## Resumen

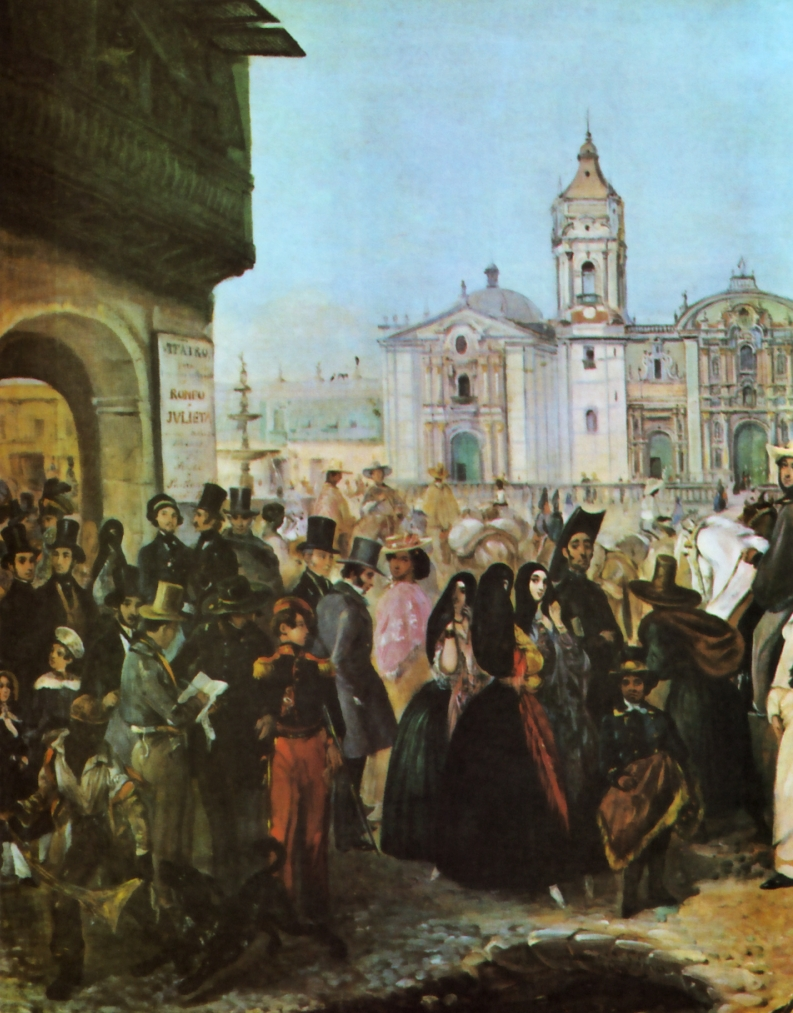
Plaza mayor de Lima con típicos habitantes de la ciudad, hacia 1843. Óleo de Juan Mauricio Rugendas

La escena es en Lima, en la sala de la casa de don Jesús, “decentemente amueblada”. La familia la completan doña Rufina (la esposa de Jesús) y doña Juliana (la hija de ambos).
Don Alejo, un hombre maduro, falso y petulante, quiere casarse con la joven Juliana. Pero ella está enamorada del joven Manuel, que cuenta inicialmente con el apoyo de don Jesús. Sin embargo, doña Rufina, mal aconsejada por la vieja intrigante y chismosa Ña Catita, acepta a don Alejo como pretendiente de su hija y trata de convencer a esta para que haga caso de sus galanteos.
Esta divergencia entre los esposos Jesús y Rufina en elegir a la pareja de su hija crea un clima tenso y hostil en el hogar. Las discusiones entre ambos son muy constantes, lo que alimenta Ña Catita con sus múltiples enredos y chismes. Mercedes, la empleada de la casa, sirve de paño de lágrimas a la desdichada Juliana.
Don Alejo deslumbra a doña Rufina con su excesiva palabrería y rebuscados gestos; le convence de que tiene una buena posición social, fortuna y una excelente educación, que lo hacía un buen partido. Doña Rufina, cándidamente cae en el juego y cree que casando a su hija con el engreído de don Alejo asegurará el futuro de la muchacha. Ña Catita sirve de alcahueta al vanidoso galán, adulando y engriendo a doña Rufina, con lo que se gana el aprecio y confianza de esta.
Manuel, el joven enamorado de Juliana, al ver que su rival ha convencido a la madre de la joven, decide raptar a Juliana e irse lejos con ella. Contando con la ayuda de Mercedes se preparan para la fuga, pero son descubiertos. En la escena aparece don Jesús, quien se sorprende y enfurece con Manuel, a quien consideraba un buen muchacho, casi como a un hijo. Luego, el mismo don Jesús tiene un agrio intercambio de palabras con don Alejo, quien, muy ofuscado, llega incluso a sugerir un duelo a sable o pistola para limpiar la afrenta de la que es objeto. Todo ello aviva más la tirante relación entre Jesús y Rufina; esta última no entiende cómo su marido no aprecia las cualidades de don Alejo.
Intempestivamente, llega a la casa don Juan, un viejo amigo de don Jesús, el cual trae una carta para éste. Por fortuna, reconoce también a don Alejo, a quien le entrega una carta de su esposa del Cuzco, y así, sin pretendérselo, lo desenmascara frente a toda la familia. Todos se enteran entonces que el vanidoso don Alejo no era sino un buscavidas que haciéndose pasar de soltero con fortuna, enamoraba a indefensas jovencitas. Después de este bochornoso acto, don Alejo y Ña Catita son arrojados de la casa.
Doña Rufina, arrepentida y avergonzada pide perdón a su hija por tratar de obligarla a casarse con quien no amaba, y se reconcilia con su esposo, prometiendo que en adelante sería una buena esposa.
Es así como Juliana se libera de contraer matrimonio con quien no quiere, y puede finalmente ser feliz junto al joven Manuel quien ama.

## Valoración

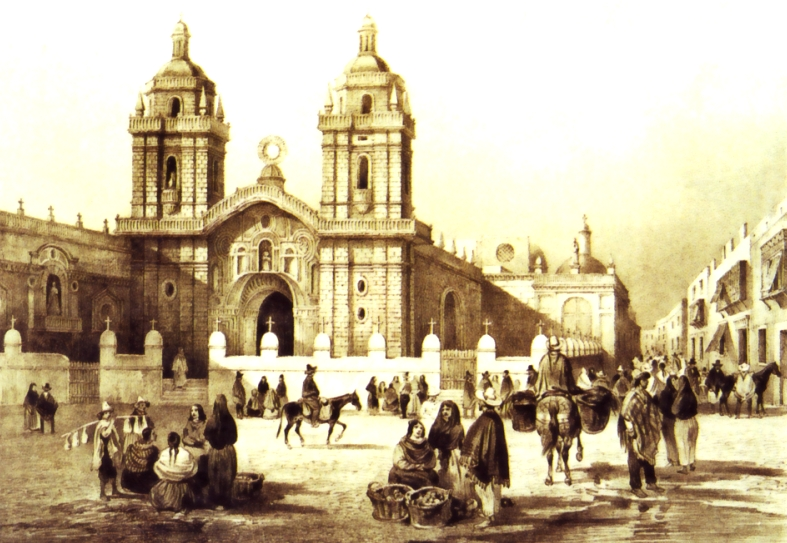
Una vista de la ciudad de Lima a principios de la República.

Como en todas las comedias de Segura, más que el argumento (muy sencillo) o las formas poéticas (algo descuidadas), lo que destaca en la obra es la espontaneidad de los personajes y la gracia de los diálogos plagados de dichos populares, que ofrecen un vivo retrato de la sociedad peruana en sus primeras décadas republicanas, a veces de manera festiva, otras de forma sarcástica.
Punto importante que destacar es la renovación que aportó Segura en el vocabulario teatral o poético. Por entonces, el lenguaje literario castellano se había tornado pobre y descolorido, al mantenerse dentro de los cánones vigentes. Segura empleó, con la originalidad propia del escritor nato, voces que no estaban en el diccionario pero si en el habla diaria de la gente común de la costa peruana (criollos). Estampó así los llamados criollismos y adoptó también la curiosa sintaxis popular, adelantándose, en esta forma, a Ricardo Palma y Leonidas Yerovi, máximos representantes del criollismo literario. Al lector no advertido del siglo XXI le sorprenderá sin duda encontrar en los diálogos de Ña Catita expresiones populares de actual uso cotidiano («hacerse el sueco», «váyase a freír monos», etc.). 
Aun cuando no se había creado aún el término de “huachafería” (cursilería de clase media baja), Segura recoge ese ambiente de “medio pelo”, de diversiones de la clase media, de pobres “presumidos de nobleza”, de diálogos “cursi”, de falsa ostentación. Con toda razón, Ricardo Palma defendió a Segura de quienes lo acusaban de supuesta vulgaridad: «Lo que estos críticos olvidan es que cuando se pinta al pueblo debe pintársele tal cual es. Si existe algo en las comedias de nuestro compatriota que ofenda a quisquillosos lectores, culpa será del original, no del retrato».